# Národní ústav pro otázky zneužívání drog

Národní ústav pro (otázky) zneužívání drog (National Institute on Drug Abuse, NIDA) je jedním z ústavů amerických Národních ústavů zdraví (National Health Institutes). Zabývá se problematikou zneužívání psychotropních látek (s výjimkou alkoholu, jenž spadá do působnosti jiného ústavu – National Institute for Alcohol Abuse and Addiction, NIAAA), provádí vlastní (intramurální) výzkum a financuje tisíce studií v této oblasti v USA i jinde na světě. Podle vlastního tvrzení je pro danou problematiku s přehledem největším globálním sponzorem, jenž údajně každoročně poskytuje až 80 % takto využitých financí. Rozpočet instituce se v posledních letech (2010-16) pohybuje kolem dvou miliard dolarů, doplněných občasnými mimořádnými dotacemi v výjimečných situací typu masivní vlny předávkování heroinem v USA v roce 2016.